# Petite Maman (film, 1935)
Pour les articles homonymes, voir Petite Maman.
Pour plus de détails, voir Fiche technique et Distribution.
Petite Maman (titre original : Kleine Mutti) est un film austro-hongrois réalisé par Henry Koster sorti en 1935.

## Synopsis
Une jeune fille, élève d'un pensionnat, trouve un nouveau-né sur les marches d'un orphelinat. Elle prend soin du bébé, mais elle est rapidement soupçonnée d'être la mère de l'enfant. Elle est donc renvoyée à l'école immédiatement. Il y a ainsi une succession de confusions turbulentes, le principal problème de la maternité illégitime est traité dans le style de la screwball comedy : La fille vient habiter dans un hôtel de luxe, avec l'intention plus tard de partir sans payer. En attendant, elle veut trouver une maison pour le bébé, mais le médecin de l'hôtel l'expulse vite de ce refuge. Ensuite, l'héroïne assume un travail en tant que vendeuse d'aspirateurs et est soupçonnée dans la maison d'un banquier d'être l'amante de son fils. Il y a beaucoup d'autres confusions jusqu'à ce que tout finisse bien à la fin.

## Fiche technique
- Titre : Petite Maman
- Titre original : Kleine Mutti
- Réalisation : Henry Koster
- Scénario : Felix Joachimson
- Musique : Nicholas Brodszky
- Direction artistique : Márton Vincze
- Costumes : Tihamer Varady
- Photographie : István Eiben
- Son : Gerhard Goldbaum
- Producteur : Joe Pasternak
- Société de production : Universal-Film
- Société de distribution : Universal Pictures
- Pays de production :  Autriche,  Hongrie
- Langue : allemand
- Format : Noir et blanc - 1,37:1 - Mono - 35 mm
- Genre : Comédie
- Durée : 90 minutes
- Dates de sortie :
  - Autriche : 20 avril 1935.
  - Hongrie : 30 avril 1935.
  - Finlande : 22 décembre 1935.
  - Suède : 24 février 1936.
  - France : 28 août 1936[1].

## Distribution
- Franciska Gaal : Marie Bonnard
- Friedrich Benfer : Alexander Berkhoff
- Otto Wallburg : Max Berkhoff
- Ernö Verebes (en) : Le majordome
- Annie Rosar : Annette
- Sigurd Lohde (de) : Dr. Ellard
- Hermine Sterler : Léontine

## Histoire
Petite Maman n'eut pas de succès dans les pays germanophones mais est un succès à l'international. Cela s'explique par le paragraphe aryen qui est contre l'actrice Franciska Gaal, aussi Otto Wallburg et un certain nombre d'acteurs autrichiens bien connus de l'époque, tels que Anni Rosar.
Le film sert de modèle pour le film américain Mademoiselle et son bébé réalisé par Garson Kanin sorti en 1939 avec Ginger Rogers et David Niven et son remake, Le Bébé de Mademoiselle, réalisé par Norman Taurog, sorti en 1956 avec Debbie Reynolds et Eddie Fisher.